# Bedlington
Bedlington – miasto w Wielkiej Brytanii, w Anglii, w regionie North East England, w hrabstwie Northumberland. W 2001 r. miasto to zamieszkiwało 15400 osób.
W Bedlington został wyhodowany pies rasy Bedlington terrier.
W tym mieście ma swą siedzibę klub piłkarski - Bedlington Terriers F.C.

## Miasta partnerskie
- Schalksmühle